# ジェラルド・バトラー
ジェラルド・ジェームズ・バトラー（Gerard James Butler, 1969年11月13日 - ）は、スコットランド生まれの俳優、事務弁護士。愛称はジェリー。
ファーストネームは「Gerald」ではなく「Gerard」なので、ジェラード・バトラーの表記が原音に近い。

## 来歴

### 生い立ち
スコットランド・グラスゴーにて、父エドワード・バトラーと母マーガレット・ハントンの間に、3人兄弟の末っ子として生まれる。曾祖父はアイルランド人。生後6か月でカナダ・モントリオールに家族で移住するが、バトラーが2歳の時に両親が離婚したため、母とスコットランドに戻り、母の故郷であるペイズリーで育つ。22歳の時に父親が癌で他界。
グラスゴー大学で法律を学び、最優秀の成績で卒業。エリザベス女王のマネージメントを扱う弁護士事務所に就職した。アルコール依存症になるほど苦悩したが、事務所の同僚に「もっとやりたいことがあるんだろう」と言われ、俳優を志すことを決意した。弁護士としてのキャリアを失い、金銭面で苦しくなったこともあったが、俳優として新たに踏み出せたことに決して後悔はしなかったと言う。

### 俳優活動
ロンドンのコーヒーショップでスティーヴン・バーコフと偶然出会い、バーコフの次回作『コリオレイナス』の舞台に立つチャンスを得る。『コリオレイナス』や舞台版『トレイン・スポッティング』の出演を経て、1997年に『Queen Victoria 至上の恋』で映画デビュー。
その後20作程度の映画に出演し、評価が高まった末に、ジョエル・シュマッカー監督のアンドリュー・ロイド・ウェバー版『オペラ座の怪人』において、主役ファントム役を射止めた。これは演技に加え最大の魅力であるウェバーの音楽を高度な歌唱力で歌い上げなければならないという、大変難しい役であった。それ以前は、学生時代ロックバンドでヴォーカルを務める程度の経験はあったものの正式なレッスンを受けたことはなく不安はあったが、2003年1月から2004年6月まで1日に数時間の特訓によりこの大役を務め上げ、その名を世界的に知らしめることとなった。
2005年5月に、手紙がモチーフとなっている映画『Dear フランキー』のキャンペーンで来日した際、赤坂郵便局で1日局長を務めた。

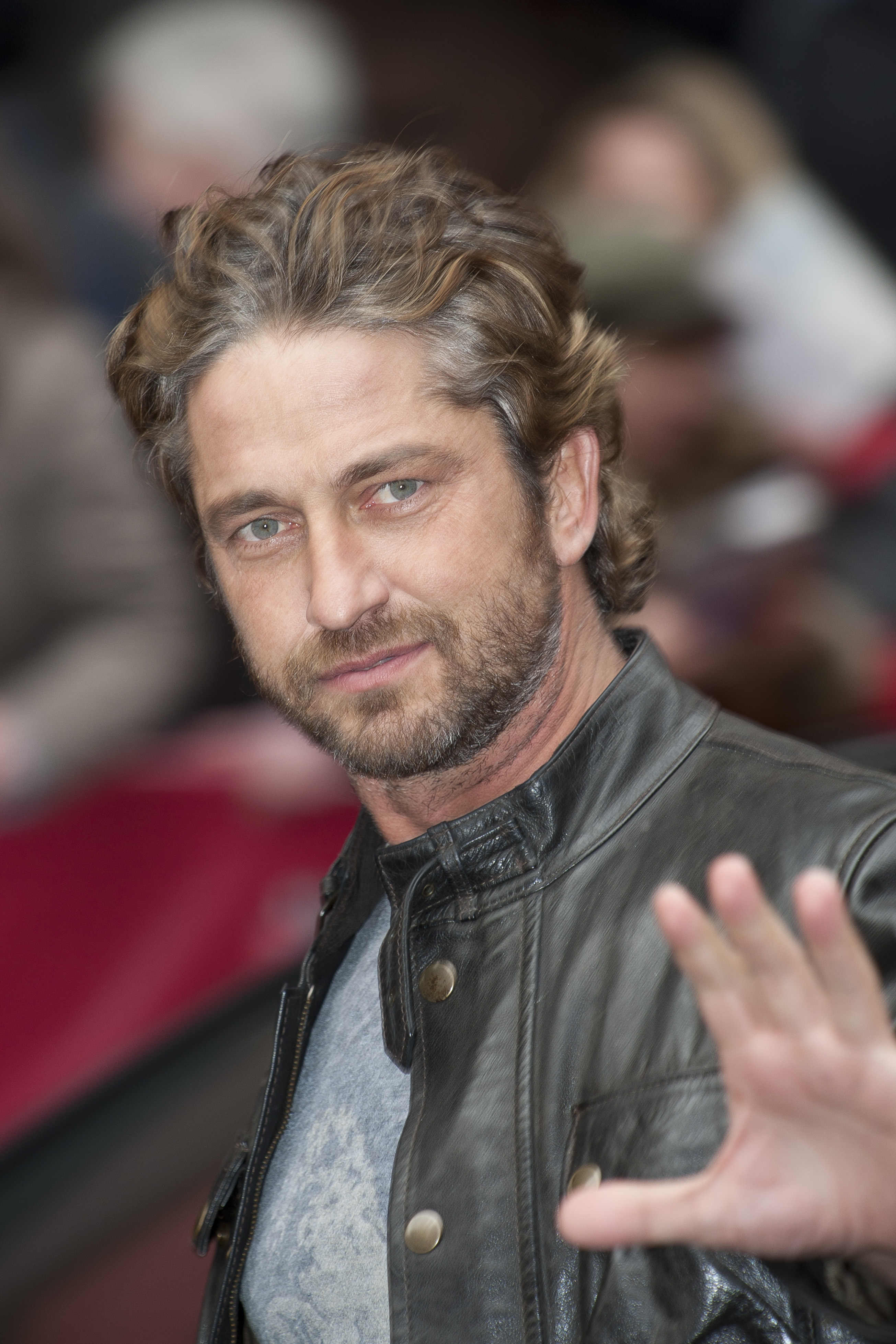
2011年、第61回ベルリン国際映画祭にて

アクション俳優としても精力的に活動している。2007年公開の『300 〈スリーハンドレッド〉』では、主役のスパルタ王レオニダス1世役に抜擢された。撮影開始3カ月前よりトレーナーの元で1日4時間の訓練をし、役作りのトレーニングを積み、彫刻のような肉体を得た。バトラー自身は「僕を本当の王と思って欲しかったから、誰よりも厳しい訓練を積んだ」と語っている。

### 私生活
ニューヨークに新居を購入したが、依然活動の拠点はロンドンにおいている。
好きな音楽はファットボーイ・スリムやコールドプレイ。スコティッシュ・プレミアリーグのセルティックFCのサポーターであり、『王様のブランチ』のインタビューで「中村俊輔はぼくらの英雄だよ」と語っている。
2004年のインタビューでは女性・男性両方と関係を持ったことを明かしており、「ゲイでもストレートでもない」と語っていた。
自らをADHD（注意欠陥障害）であると語っている。

## フィルモグラフィ
※役名の太字表記は主演。

### 映画

#### 劇場公開映画
| 年   | 題名                                                                     | 役名                                  | 備考                                              | 吹替           |
| ---- | ------------------------------------------------------------------------ | ------------------------------------- | ------------------------------------------------- | -------------- |
| 1997 | Queen Victoria 至上の恋 Mrs. Brown                                       | アーチー・ブラウン（馬番の弟）        |                                                   | （吹替版なし） |
| 1997 | 007 トゥモロー・ネバー・ダイ Tomorrow Never Dies                         | 船員                                  | 古田信幸（フジテレビ版） 鈴木正和（テレビ朝日版） |                |
| 1998 | タロス・ザ・マミー 呪いの封印 Tale of the Mummy                          | バーク                                | 坂口賢一                                          |                |
| 1998 | Fast Food                                                                | ジャッコ                              | 日本未公開                                        | N/A            |
| 1999 | 桜の園 The Cherry Orchard                                                | ヤシャ                                |                                                   | （吹替版なし） |
| 2000 | ドラキュリア Dracula 2000                                                | ドラキュリア                          | 森田順平                                          |                |
| 2000 | 戦場のジャーナリスト Harrison's Flowers                                  | クリス・クマック                      | （吹替版なし）                                    |                |
| 2001 | Jewel of the Sahara                                                      | チャールズ・ベラミー                  | 日本未公開                                        | N/A            |
| 2001 | The Jury                                                                 | ジョニー                              | 日本未公開                                        | N/A            |
| 2002 | ガンズ・アンド・バレット Shooters                                        | ジャッキー・ジュニア                  | 日本劇場未公開                                    | 小山力也       |
| 2002 | サラマンダー Reign of Fire                                               | デイヴ・クリーディ                    |                                                   | 楠大典         |
| 2003 | トゥームレイダー2 Lara Croft Tomb Raider: The Cradle of Life             | テリー・シェリダン                    | 小杉十郎太（ソフト版） 江原正士（テレビ朝日版）   |                |
| 2003 | タイムライン Timeline                                                    | アンドレ・マレク                      | 小山力也                                          |                |
| 2004 | Dear フランキー Dear Frankie                                             | 男                                    | 小山力也                                          |                |
| 2004 | オペラ座の怪人 The Phantom of the Opera                                  | ファントム                            | 高井治                                            |                |
| 2005 | ジェラルド・バトラー in THE GAME OF LIVES The Game of Their Lives        | フランク・ボーギ                      | 日本劇場未公開                                    | 小山力也       |
| 2005 | ベオウルフ Beowulf & Grendel                                             | ベオウルフ                            | 日本劇場未公開                                    | 小杉十郎太     |
| 2006 | 300 〈スリーハンドレッド〉 300                                           | レオニダス                            |                                                   | 中田譲治       |
| 2007 | マリオネット・ゲーム Butterfly On A Wheel                                | ニール・ランドール                    | 日本劇場未公開                                    | 宮本充         |
| 2007 | P.S. アイラヴユー P.S.,I Love You                                        | ジェリー・ケネディ                    |                                                   | 楠大典         |
| 2008 | 幸せの1ページ Nim's Island                                               | ジャック・ルソー アレックス・ローバー | 室園丈裕（ジャック） てらそままさき（アレックス） |                |
| 2008 | ロックンローラ RocknRolla                                                | ワン・トゥー                          | 藤原啓治                                          |                |
| 2009 | 男と女の不都合な真実 The Ugly Truth                                      | マイク・チャドウェイ                  | 山野井仁                                          |                |
| 2009 | GAMER Gamer                                                              | ジョン・ティルマン “ケーブル”         | 小山力也                                          |                |
| 2009 | 完全なる報復 Law Abiding Citizen                                         | クライド・シェルトン                  | 兼製作                                            | 森田順平       |
| 2010 | バウンティー・ハンター The Bounty Hunter                                 | マイロ・ボイド                        |                                                   | 山野井仁       |
| 2010 | ヒックとドラゴン How to Train Your Dragon                                | ストイック                            | 声の出演                                          | 田中正彦       |
| 2011 | 英雄の証明 Coriolanus                                                    | タラス・オーフィディアス              |                                                   | 鳥畑洋人       |
| 2011 | マシンガン・プリーチャー Machine Gun Preacher                            | サム・チルダース                      | 中田譲治                                          |                |
| 2012 | マーヴェリックス/波に魅せられた男たち Chasing Mavericks                  | フロスティ・ヘッソン                  | 兼製作総指揮                                      | 東地宏樹       |
| 2012 | スマイル、アゲイン Playing for Keeps                                     | ジョージ                              | 兼製作                                            | 谷昌樹         |
| 2013 | ムービー43 Movie 43                                                      | レプラコーンその1                     |                                                   | 東地宏樹       |
| 2013 | エンド・オブ・ホワイトハウス Olympus Has Fallen                          | マイク・バニング                      | 兼製作                                            | 宮内敦士       |
| 2014 | 300 〈スリーハンドレッド〉 〜帝国の進撃〜 300: Rise of an Empire         | レオニダス                            | アーカイブ映像                                    |                |
| 2014 | ヒックとドラゴン2 How to Train Your Dragon 2                             | ストイック                            | 声の出演                                          | 田中正彦       |
| 2016 | キング・オブ・エジプト Gods of Egypt                                     | セト                                  |                                                   | 小山力也       |
| 2016 | エンド・オブ・キングダム London Has Fallen                               | マイク・バニング                      | 兼製作                                            | 宮内敦士       |
| 2016 | ファミリー・マン ある父の決断 A Family Man                               | デイン・ジェンセン                    | 兼製作                                            | 宮内敦士       |
| 2018 | ジオストーム Geostorm                                                    | ジェイク・ローソン                    |                                                   | 上川隆也       |
| 2018 | ザ・アウトロー Den of Thieves                                            | ニック・オブライエン                  | 兼製作                                            | 宮内敦士       |
| 2018 | ハンターキラー 潜航せよ Hunter Killer                                    | ジョー・グラス艦長                    | 兼製作                                            | 小原雅人       |
| 2019 | ヒックとドラゴン 聖地への冒険 How to Train Your Dragon: The Hidden World | ストイック                            | 声の出演                                          | 田中正彦       |
| 2019 | 穢れと祈り Them That Follow                                              | N/A                                   | 製作                                              | N/A            |
| 2019 | エンド・オブ・ステイツ Angel Has Fallen                                  | マイク・バニング                      | 兼製作                                            | 宮内敦士       |
| 2020 | バニシング The Vanishing                                                 | ジェームズ・デュカット                | 兼製作                                            | 宮内敦士       |
| 2020 | グリーンランド -地球最後の2日間- Greenland                               | ジョン・ギャリティ                    | 兼製作                                            | 宮内敦士       |
| 2021 | 炎のデス・ポリス Copshop                                                 | ボブ・ヴィディック                    | 兼製作                                            | 宮内敦士       |
| 2022 | CHASE/チェイス 猛追 Last Seen Alive                                      | ウィル・スパン                        | 兼製作                                            | 山野井仁       |
| 2023 | ロスト・フライト Plane                                                   | ブロディ・トランス                    | 兼製作                                            | 宮内敦士       |
| 2023 | カンダハル 突破せよ Kandahar                                             | トム・ハリス                          | 兼製作                                            | 宮内敦士       |
| 2023 | ブリックレイヤー The Bricklayer                                          | N/A                                   | 製作                                              | N/A            |
| 2025 | Den of Thieves 2: Pantera                                                | ニック・オブライエン                  | 兼製作                                            |                |
| 2025 | Naya Legend of the Golden Dolphin                                        | King Kula                             | 声の出演                                          |                |
| 2025 | ヒックとドラゴン How to Train Your Dragon                                | ストイック                            |                                                   | 田中正彦       |
| 2025 | All-Star Weekend                                                         | TBA                                   | ポストプロダクション                              |                |
| 2025 | In the Hand of Dante                                                     | TBA                                   | ポストプロダクション                              |                |
| 2026 | Greenland 2: Migration                                                   | ジョン・ギャリティ                    |                                                   |                |

#### テレビ映画
| 年   | 題名                           | 役名     | 吹替     |
| ---- | ------------------------------ | -------- | -------- |
| 1998 | Little White Lies              | ピーター | N/A      |
| 1999 | ワン・モア・キス One More Kiss | サム     | 藤原啓治 |

#### オリジナルビデオ
| 年   | 題名                                                                      | 役名 | 備考     | 吹替     |
| ---- | ------------------------------------------------------------------------- | ---- | -------- | -------- |
| 2009 | 「黒の船」〜海賊船ブラック・フレイターの物語 Tales of the Black Freighter | 船長 | 声の出演 | 広瀬彰勇 |

### 短編映画
| 年   | 題名                                          | 役名                    |
| ---- | --------------------------------------------- | ----------------------- |
| 1999 | Please!                                       | ピーター                |
| 2005 | Trailer for a Remake of Gore Vidal's Caligula | Prefect Cassius Chaerea |

### テレビシリーズ

#### テレビドラマ
| 年   | 題名                                                | 役名                        | 備考                          | 吹替     |
| ---- | --------------------------------------------------- | --------------------------- | ----------------------------- | -------- |
| 1998 | The Young Person's Guide To Becoming A Rock Star    | マーティ・クレイモア        | 計6話出演                     | N/A      |
| 1999 | Lucy Sullivan Is Getting Married                    | ガス                        | 計14話出演                    | N/A      |
| 2001 | An Unsuitable Job for a Woman                       | ティム・ボルトン            | シーズン2第2話「Playing God」 | N/A      |
| 2001 | 騎馬大王アッティラ/平原の支配者 Attila              | アッティラ・ザ・ハン        | ミニシリーズ                  | 小山力也 |
| 2009 | サタデー・ナイト・ライブ Saturday Night Live        | ホスト / 様々なキャラクター | ゲストホスト                  | N/A      |
| 2024 | ARK:アニメーションシリーズ Ark: The Animated Series | Gaius Marcellus Nerva       | 声の出演                      |          |
| 2024 | エンド・オブ・パリ Paris Has Fallen                 | N/A                         | 計8話 製作総指揮              | N/A      |

## 日本語吹き替え
主に担当しているのは、以下の二人である。
宮内敦士
『エンド・オブ・ホワイトハウス』で初担当。同シリーズをはじめとしてバトラーを最も多く吹き替えており、『グリーンランド -地球最後の2日間-』では日本版予告編のナレーションも担当した。
小山力也
『ガンズ・アンド・バレット』で初担当。宮内の次に多く吹き替えている。
このほかにも、山野井仁、中田譲治、東地宏樹、森田順平、藤原啓治、楠大典なども複数回、声を当てている。